# Пам'яті тридцяти
«Пам'яті тридцяти» — вірш українського письменника Павла Тичини 1918 року.

## Історична основа
16 січня 1918 р. за 120 км від Києва біля станції Крути відбувся бій між юнаками із Першої військової школи ім. Богдана Хмельницького та Студентської сотні помічного куреня Січових Стрільців) і більшовиками, що наступали на Київ. Проти студентів і учнів було кинуто петроградських і московських червоногвардійців зі складу 1-ї армії П. Єгорова. Ворог переважав українців за чисельністю. 600 юнаків протрималися майже цілий день, з них близько ста загинуло в бою. Група з 35 хлопців потрапила в полон. Їх жорстоко катували, а потім розстріляли. 19 березня 1918 року відбулось перепоховання на Аскольдовій могилі близько тридцяти загиблих у бою під Крутами українських юнаків. У траурному заході взяв участь 27-літній поет Павло Тичина. Події надихнули поета на написання вірша «Пам'яті тридцяти».

## Тема
Павло Тичина у вірші «Пам'яті тридцяти» розповідає про події, які відбулися 29 січня 1918 року. Автор прославляє героїзм студентів та учнів, які билися під Крутами. Автор засуджує терор, класову ненависть.

## Композиція вірша
У вірша кільцева композиція, складається він з п'яти строф. Починається і закінчується словами «На Аскольдовій могилі поховали їх». Автор створив збірний образ тридцяти захисників України, які віддали життя за незалежність Батьківщини.

## Художні особливості
За жанром це — вірш-реквієм, присвячений пам'яті померлих героїв. Написаний тристопним-чотиристопним хореєм із пірихієм. Автор використав епітети: «український цвіт», «кривава дорога», «коханий край». Метафори: «квітне сонце, грає вітер», «вмерли в Новім Заповіті»; анафору: «на Аскольдовій могилі». Розкрити подвиг патріотів допомагають риторичні запитання: «На кого посміла знятись зрадника рука?», «На кого завзявся Каїн?» У вірші Павла Тичини низка символів: сонце — символ слави й величі; вітер — символ духу і невловимості; Дніпро — символ України, Каїн — вбивця, зрадник.